# Palau dels Tagamanent
El Palau dels Tagamanent (o Casa del Conestable), ubicada a la ciutat de Granollers, és un dels monuments medievals més importants del Vallès. En aquest edifici morí el rei Pere el Conestable en el 1466. Actualment hi ha una acadèmia de llengües estrangeres. L'edifici és una obra protegida com a bé cultural d'interès local.

## Història
La propietat del Palau passà de la família Tagamanent als Montbui durant el segle xv, ja que la filla hereva dels Tagamanent, Isabel de Tagamanent i de Palou, es casà amb Joan de Montbui. En Joan de Montbui i de Tagamanent (fill dels anteriorment citats) i d'altres nobles catalans i portuguesos, assistiren en aquesta residència (del mateix Joan de Montbui) a la mort del rei Pere (1466). Posteriorment, acompanyaren el fèretre reial fins a Santa Maria del Mar a Barcelona.
El 1813 la comunitat de Caputxins que havia perdut el seu convent de dalt la serra de la Torreta passà a la casa del Conestable, cedida pel Marquès de Barberà.

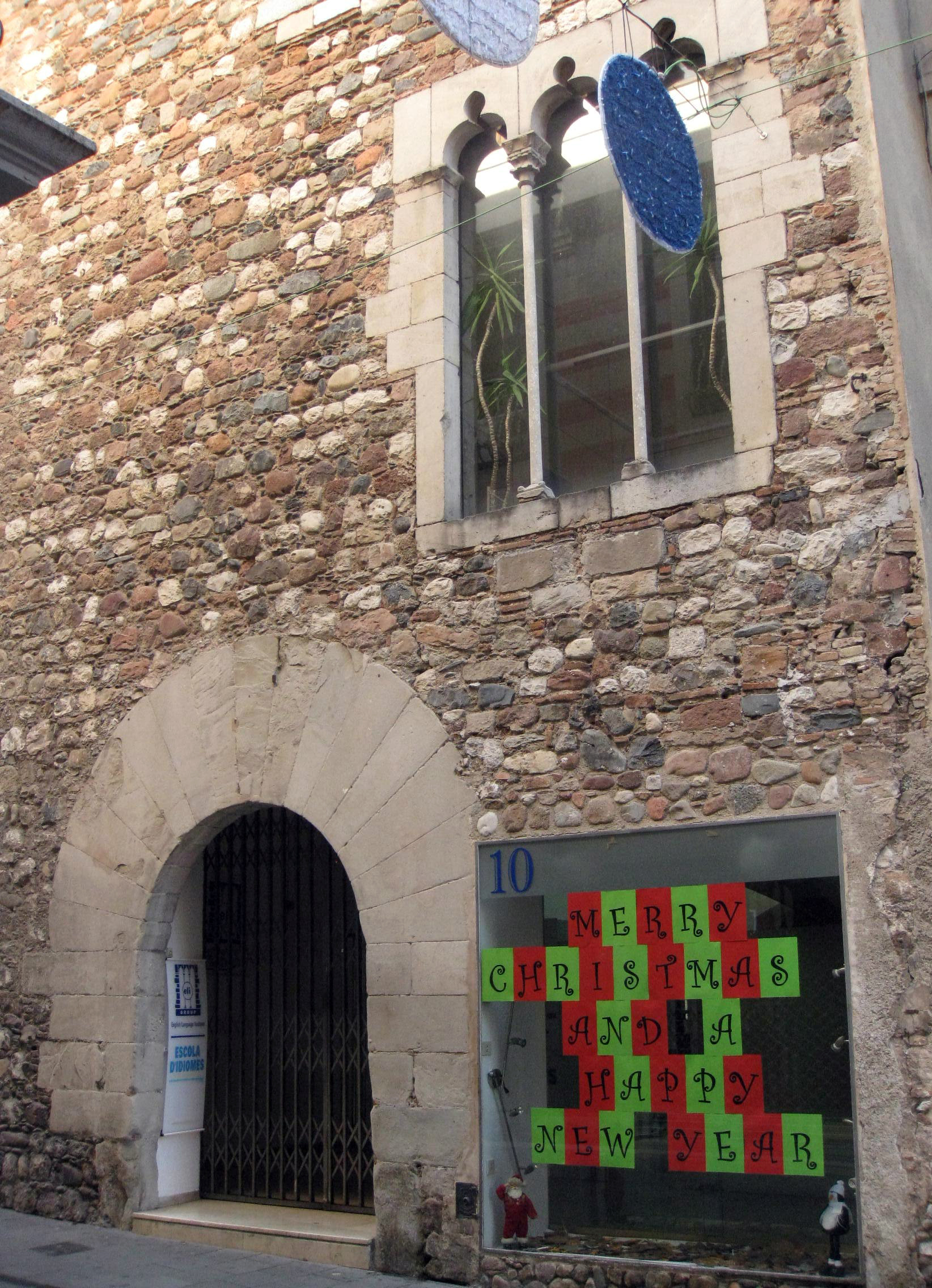
Detall del portal adovellat i la finestra coronella

El palau ha sofert greus danys en els últims anys: a començaments del s. XIX, una part fou enderrocada per a construir una casa moderna. El 1940, l'Ajuntament donà permís per a derruir-ne la part oriental i les finestres de pedra foren venudes al propietari de Can Many. Al seu lloc es construí un altre edifici modern. L'any 1980-1981 va ser restaurat segons un projecte de Joan Valls i Ribas.

## Edifici
De l'antiga casa dels Tagamanent, només en resta la part central del Palau del segle xv. Es tracta d'un edifici civil, de façana i cos central de l'antic palau senyorial dels Montbui. La casa del conestable es troba entre mitgeres i consta d'una planta baixa i dos pisos, amb una façana de pedra vista sense picar. La porta es caracteritza per esser de mig punt adovellada amb grans dovells radials. Al primer pis es presenta una finestra coronella de tres ulls, mentre que, al segon, la finestra és conopial trilobulada. Tipològicament correspon al gòtic civil català.